# Zítkov
Zítkov je zaniklý hrad, který stával na západním okraji Chocně v okrese Ústí nad Orlicí v Pardubickém kraji.  Založen byl ve čtrnáctém století a na začátku následujícího století zanikl. Jeho pozůstatky jsou chráněny jako kulturní památka. Zítkov patřil ke hradům v okolí Chocně, k nimž se řadily také hrady Hlavačov, Darebnice, Koutníkov a Hrádníky.

## Historie
Hrad byl založen ve druhé polovině čtrnáctého století a někdy na začátku patnáctého století zanikl. Během doby svého osídlení byl nejméně jednou dobýván. Ve čtrnáctém století byla Choceň rozdělena mezi Lichtenburky a pány z Potštejna. Páni z Potštejna sídlili na Žampachu a v Chocni žádné sídlo neměli, zatímco Jan Pykna z Lichtenburka byl roku 1388 uveden jako pán Nového hradu, který bývá spojován se Zítkovem. Název Zítkov je novodobým označením pozůstatků hradu, který byl na začátku patnáctého století nahrazen tvrzí v Chocni připomínanou v letech 1410–1417.
Dobytí hradu může souviset s majetkovým sporem o dědictví po Zikmundu Pyknovi z Lichtenburka. Po Zikmundově smrti se jeho majetek stal královskou odúmrtí, kterou král Václav IV. přenechal Půtovi z Častolovic. Tento převod neuznal Boček z Poděbrad, kterému Zikmund z Lichtenburka 3. února 1410 na polovině Chocně zapsal dluh ve výši tří tisíc kop grošů. Spor probíhal až do roku 1433, kdy vyvrcholil vypálením Chocně přívrženci Půty z Častolovic. Součástí přepadu města mohl být také útok na hrad ovládaný Bočkem z Poděbrad. Část artefaktů na hradě však pochází ze dvanáctého až první poloviny čtrnáctého století, takže je hypoteticky možné, že útok může souviset se zmínkou z roku 1338, podle níž blíže neznámý hrad Choceň dobyl Karel IV. Tomu ale odporují doklady využití palných zbraní a použití dvoupalácové dispozice hradního jádra, které jsou charakteristické pro pokročilou fázi čtrnáctého století. Hradní jádro však může být výsledkem složitejšího a déle trvajícího vývoje.

## Archeologický výzkum
V letech 2007–2011 organizovalo Regionální muzeum ve Vysokém Mýtě detektorový průzkum hradního kopce, během něhož bylo nalezeno přes tři sta artefaktů, převážně hrotů šípů. Hradní jádro bylo vzhledem ke složitosti terénu prozkoumáno později, přičemž byla objevena nádoba se zlomky rozstříhaného stříbrného kalicha. Předpokládá se, že kalich byl několik set let po zániku hradu ukraden z nějakého kostela a ukryt ve zřícenině hradu. Výjimečným nálezem je pár z mědi vyrobených a následně zlacených dekorativních jezdeckých ostruh. Podle Petra Žákovského a Davida Vícha patří k nejkrásnějším ostruhám i v evropském kontextu a hypoteticky pochází ze čtrnáctého až počátku patnáctého století. Je možné, že byly částí stejné krádeže jako rozstříhaný kalich, a podobně jako on mohly být záměrně rozlámány při dělení kořisti. V tom případě by se na místo dostaly přibližně dvě stě let po zániku hradu. Méně pravděpodobná možnost je, že při dobytí hradu posloužilo zničení ostruh k dehonestaci jejich nositele – zlaté ostruhy bývaly symbolem rytířství.

## Stavební podoba
Ostrožna se zbytky hradu vybíhá z táhlého hřebene na západní straně údolí Tiché Orlice. Orientována je od severu k jihu, na východě její svah strmě spadá do údolí, na západě a severu ji odděluje hluboká rokle. Hrad býval dvoudílný: na vstupní jižní straně se nacházelo předhradí a na severu hradní jádro.
Přístup k předhradí chrání dvojice příkopů. Na jihu se dochoval zbytek prvního příkopu, za nímž následuje úzká přístupová šíje ukončená druhým příkopem. Za ním bývala brána, ale většinu prostoru v čele předhradí vyplňuje kupovitý terénní útvar, který je nejspíše pozůstatkem věže, která stávala nad bránou. Další prostor předhradí je beze stop zástavby, pouze podél severozápadního okraje vede val, který je reliktem obvodového opevnění.
Další příkop odděluje předhradí od hradního jádra. Příkop pokračuje podél západní a severní strany jádra, kde se před ním nachází ještě val. Na západní straně se val rozšiřuje do parkánovitého prostoru. Fragmentem dalšího výše položeného parkánu    může být drobná plošina pod severovýchodním nárožím jádra. Dominantou hradního jádra bývala dvojice podsklepených paláců, které se dochovaly pouze v terénních náznacích. Podle Augusta Sedláčka byly v místech paláců nalezeny cihly a vypálená mazanice, která naznačuje existenci horního hrázděného patra. Použití cihel ke stavbě budov si mohla vynutit nepřítomnost kvalitního stavebního kamene, protože typickým geologickým podložím hradu jsou štěrkopísky.